# 西蒙·许尔希
西蒙·许尔希（德語：Simon Schürch，1990年12月2日—），瑞士男子赛艇运动员。他曾代表瑞士参加2012年和2016年夏季奥林匹克运动会赛艇比赛，其中2016年奥运会获得一枚金牌。